# Morten Olsen
Morten Per Olsen (Vordingborg, 14 de agosto de 1949) é um treinador e ex-futebolista dinamarquês.

## Carreira

### Clubes
Olsen iniciou sua carreira com vinte anos, no pequeno B 1901. Duas temporadas apresentando bom futebol foram o suficiente para receber uma proposta do Cercle Brugge. Ficou durante as próximas seis temporadas no clube, quando acabou se transferindo para o Racing White, que acabava de conquistar seu único título nacional na história. Olsen acabou não dando sorte, mesmo o clube tendo um bom elenco, não conseguiu conquistar nenhum título durante sua passagem.
Sem perspectivas de títulos, acabou aceitando uma oferta do Anderlecht. Durante sua passagem no Anderlecht, viveu seus melhores momentos na carreira, tanto no clube, onde participou da histórica conquista da Copa da UEFA em 1983, além dos três títulos nacionais durante suas seis temporadas na equipe, como na Seleção, onde esteve presente na equipe conhecida como Dinamáquina. Durante esse período na equipe, foi eleito duas vezes o melhor jogador dinamarquês do ano (em 1983 e 1986), superando grandes estrelas do futebol nacional na época.

Nesse mesmo último ano que conquistou o seu segundo prêmio, decidiu mudar de ares, aceitando uma proposta do Colônia. Ficou durante quatro temporadas, encerrando a carreira no clube, aos trinta e nove anos. No mesmo ano, também terminou seu ciclo na seleção dinamarquesa, onde atuou durante dezenove anos, participando de duas Eurocopas (em 1984, onde foi semifinalista, e em 1988) e de uma Copa do Mundo, em 1986. Nos dois primeiros torneios disputados por Olsen, foi onde a Dinamarca ganhou o apelido de Dinamáquina, devido ao seu grande futebol apresentado.
Sua despedida foi num amistoso entre a Dinamarca e o Brasil no dia 18 de junho de 1989, com vitória de 4x0 para a Dinamarca.

### Treinador
Pouco tempo após se aposentar profissionamente, acabou virando treinador de futebol. Iniciou no Brøndby, onde teve relativo sucesso, conquistando dois títulos nacionais, mas devido a uma briga com a direção, acabou sendo demitido. Uma nova chance veio no mesmo ano, quando aceitou a dura missão de evitar o rebaixamento do Colônia, sua última equipe como profissional. Conseguiu, e ainda renovou seu contrato por mais uma temporada. Na temporada seguinte, após uma campanha fraca, tendo terminado apenas na décima primeira posição, acabou saindo do clube.
Uma nova chance apareceu apenas três temporadas após sua saída do Colônia, no Ajax. Desembarcou em Amsterdã acompanhado de Michael Laudrup. Conseguiu conquistar dois títulos durante sua passagem, a Copa dos Países Baixos e o Campeonato Neerlandês, mas não foram o suficiente para manter Olsen no cargo, muito devido por não conseguir controlar seus jogadores. Novamente, ficou parado durante um período, mesmo recebendo propostas de diversos clubes, mas não do primeiro nível, que terminou quando recebeu uma proposta para treinar a Seleção Dinamarquesa.
De início, Olsen conseguiu os objetivos impostos a ele, que era classificar a Olsen Banden para a Copa do Mundo de 2002. Mesmo tendo parado nas oitavas de final, teve seu contrato ampliado. No torneio seguinte, a Eurocopa 2004, conseguiu classificar a seleção novamente, chegando as quartas de final no torneio. A partir daí, Olsen viveu um péssimo momento no comando, quando não conseguiu classificar a Dinamarca para as duas competições seguintes, tendo ficado perto de uma demissão. Perto de completar uma década no comando da seleção, acabou conseguindo classificá-la novamente, para a Copa de 2010.

## Títulos

### Como Jogador
Anderlecht
- Campeonato Belga: 1981, 1985, 1986
- Copa da UEFA: 1983

### Individual
- Jogador Dinamarquês do Ano: 1983, 1986

### Como Treinador
Brøndby
- Campeonato Dinamarquês: 1990, 1991

Ajax
- Campeonato Neerlandês: 1998
- Copa dos Países Baixos: 1998